# Ignacio María de Orbegozo y Goicoechea
Ignacio María de Orbegozo y Goicoechea (Bilbao, 25 de marzo de 1923-Chiclayo, 4 de mayo de 1998), fue un obispo católico y médico peruano, originario de España.

## Biografía

### Primeros años y formación
Ignacio Orbegozo nació en un familia cristiana. Sus padres, José Orbegozo y Tellería, oriundo de Begoña, y Natalia de Goicoechea y Duñabeitia, natural de Bilbao, tuvieron cinco hijos: Asunción, María de las Mercedes, José, Ignacio María y Rosario. 
Recibió su educación básica en los colegios de los padres escolapios y jesuitas de la capital vizcaína. Posteriormente se trasladó a Madrid, donde comenzó la licenciatura de medicina en la Universidad Central. En la capital de España se alojó en una residencia universitaria situada en la calle Jenner, dirigida por el Opus Dei, y en la que vivían unos veinte estudiantes. Allí conoció a Josemaría Escrivá de Balaguer en el curso 1941/42, y el 29 de septiembre de 1942 solicitó su admisión en el Opus Dei. 
A mediados de 1943, tras permanecer dos años en la residencia Jenner, se trasladó a otra residencia universitaria, también del Opus Dei, en la madrileña calle de Diego de León, 14. Desde allí continuó estudiando la carrera de medicina. El 21 de agosto de 1945 se desplazó, junto con otros miembros del Opus Dei a Granada, donde iniciaron la labor apostólica, a la vez que simultaneaba sus estudios en medicina en la Universidad de Granada. 
El 17 de julio de 1947 tomó posesión del cargo de alumno interno numerario, obtenido por oposición, en la sección de Clínicas de la Facultad de Medicina de la Universidad de Sevilla. El 6 de octubre de 1948 obtuvo el título de médico en dicha Universidad. Trabajó en la cátedra de Patología Quirúrgica de la Universidad sevillana. 
En 1949 regresó a Madrid para incorporarse a las milicias universitarias. En 1956 obtuvo el grado de Doctor en Medicina, con la tesis "La histopatología del bocio endémico", dirigida por el doctor Eduardo Ortiz de Landázuri.  

### Sacerdocio
Fue ordenado sacerdote el 3 de junio de 1951. El 13 de septiembre de 1954 llegó a Lima para participar en el V Congreso Eucarístico Nacional y el I Congreso Mariano del Perú. En 1955 se trasladó a Roma para realizar los estudios en Teología en la Pontificia Universidad Lateranense. En junio de 1956 defendió la tesis doctoral sobre el tema "Estudio teológico-moral de las inflexiones vitales". 

## Episcopado

### Obispo Prelado de Yauyos
Entre 1948 y 1968, la Santa Sede erigió catorce prelaturas territoriales. En 1957 el Papa Pío XII ofreció al Opus Dei hacerse cargo de una de ellas. San Josemaría Escrivá pidió que eligieran otros y que el Opus Dei se quedaría con la que nadie quisiera. Finalmente se encomendó la Prelatura de Yauyos al Opus Dei. La Santa Sede nombró a Orbegozo como primer prelado de esta jurisdicción en los Andes peruanos y en 1963 como obispo titular de Ariassus. Fue ordenado obispo por el cardenal Juan Landázuri Ricketts OFM el 25 de enero de 1964 en la catedral de Lima. Josemaría Escrivá alentó a monseñor Orbegozo y al resto de sacerdotes que empezaron la labor apostólica en las provincias de Yauyos, Cañete y Huarochirí, a que además de evangelizar a sus habitantes, fomentaran las vocaciones sacerdotales.
Orbegozo asistió, como padre conciliar a las cuatro sesiones del Concilio Ecuménico Vaticano II, celebradas los tres últimos meses de los años 1963-1965.

### Obispo de Chiclayo
En 1968 fue nombrado obispo de Chiclayo, tomando posesión de la diócesis el 19 de mayo de ese año. Centró su programa pastoral en cuatro puntos: la creación de un seminario diocesano, la fundación de un instituto pedagógico, la construcción de un santuario mariano y el nombramiento de un obispo coadjutor, para que le sucediera.
El 19 de marzo de 1972 se inauguró el nuevo edificio que albergaba el seminario santo Toribio de Mogrovejo. En 1999 comenzaron las clases de la Universidad Católica Santo Toribio de Mogrovejo.
En 1985 monseñor Orbegozo llevó ante Juan Pablo II la imagen de la Virgen de Nuestra Señora de la Paz para que la bendijera. Tiempo después se construyó un monasterio anejo al santuario, en el que vive una comunidad de religiosas carmelitas descalzas. 
Entre el 9 de julio y el 1 de agosto de 1974 Josemaría Escrivá visitó Perú. Monseñor Orbegozo le acompañó los primeros días.

### Fallecimiento
En junio de 1996 supo que padecía de cáncer de páncreas. El 4 de mayo de 1998 falleció en torno a las siete de la tarde. El 6 de mayo fue enterrado en el santuario de Nuestra Señora de la Paz.

## Publicaciones sobre él
- Homenaje a Mons. Ignacio María de Orbegozo y Goicoechea II Obispo de Chiclayo: realizado en el Aula Magna de la Universidad Católica Santo Toribio de Mogrovejo el día 3 de mayo de 2001 (vol. I), Chiclayo, Ediciones Universidad Católica Santo Toribio de Mogrovejo, 2002, 1ª,  50 pp.
- Homenaje a Mons. Ignacio María de Orbegozo y Goicoechea II Obispo de Chiclayo: realizado en el Aula Magna de la Universidad Católica Santo Toribio de Mogrovejo el día 3 de mayo de 2001 (vol. II), Chiclayo, Ediciones Universidad Católica Santo Toribio de Mogrovejo, 2005, 1ª,  155 pp.
- Puig Tarrats, Esteban, 50 años Colegio-Seminario Nuestra Señora del Valle: Una caricia de Dios, [Lima], Ausonia, 2014, 1ª, 141 pp.
- Prieto Celi, Federico, Don Ignacio: Por las montañas a las estrellas, Madrid, Palabra, 2018, 1ª, 412 pp.